# Hotaru Tomoe

O símbolo planetário de Saturno

Hotaru Tomoe (土萠 ほたる Tomoe Hotaru) é uma personagem fictícia das séries Sailor Moon e transforma-se em Sailor Saturn (セーラーサターン , Sērā satān) ou Sailor Saturno, a guerreira da morte e do renascimento, protegida pelo planeta Saturno, o planeta do silêncio, ela tem o poder de destruir um planeta inteiro com sua arma mortal, a Alabarda do Silêncio. Outro ataque é :- Pelo poder do silêncio, destruam (em).
Ela é a princesa governante de Saturno, Princess Saturn, e possui um castelo, Titan Castler. E a reencarnação e o próprio titã Cronos/Saturno.

## História e personalidade
Hotaru Tomoe é uma menina tímida. Não tem muitos amigos, pois teve problemas na escola em que estuda, o Colégio Mugen. Hotaru é muito fraca fisicamente e é comum que sofra desmaios e perdas de memória. A sua primeira amiga de verdade é Rini (Chibi-Usa) e só muito mais tarde se torna amiga das outras sailors, sendo que fica mais próxima de Sailor Pluto, Sailor Neptune e Sailor Uranus.
Certa vez quando o Professor Souichi Tomoe, pai de Hotaru, trabalhava em seu laboratório, houve uma explosão que tirou a vida de sua filha e acabaria tirando a dele mesmo. Nesse momento ele ouve uma voz que lhe diz poder salvar a ambos em troca de suas almas e o professor aceita sem pensar duas vezes.
Um Daimon passa então a possuí-lo e outro, chamado Mistress 9, a sua filha. Juntos eles planejam reunir grande quantidade de corações puros para trazer o Pharaoh 90 a este mundo.
Isso causa muitos problemas a Hotaru, como desmaios e ataques a outras pessoas que ela não lembra, como a um colega na escola, que afastou todos os demais dela. Mas Chibiusa não se importa com isso e só quer o bem dela, mesmo com os avisos de Haruka para tomar cuidado com Hotaru.
No final de Sailor Moon S, Hotaru luta para expulsar Mistress 9 de seu corpo, só conseguindo com o seu despertar como Sailor Saturn. Como tal, ela usa seu enorme poder de destruição para derrotar o Pharaoh 90, ao custo de sua vida, ao que Sailor Moon protesta, conseguindo traze-la de volta como um bebê que depois se torna filha adotiva de Haruka e Michiru.
Sua última aparição é após a luta contra Sailor Galaxia, junto com Haruka, Michiru e Setsuna, fazendo desejos às estrelas cadentes.

## Formas
- Tomoe Hotaru
- Sailor Saturn
- Super Sailor Saturn
- Eternal Sailor Saturn (Somente no mangá)
- Princess Saturn
- Guardian Saturn

## Frases de transformação
- Saturn Planet Power, Make Up! (サターン・プラネット・パワー・メイク・アップ!, Satān puranetto pawā, meiku appu!) Pelo poder do planeta Saturno, transformação! (Somente em vídeo games)
- Saturn Crystal Power, Make Up! (サターン・クリスタル・パワー・メイク・アップ!, Satān kurisutaru pawā, meiku appu!) Pelo poder do cristal de Saturno, transformação! (Somente no mangá)

## Acessórios
- Silence Glaive (サイレンス·グレイブ, Sairensu gureibu; Kanji: 沈黙の釜, Chinmoku no kama, "foice do silêncio"), em Sailor Moon S: Foice do Silêncio, no mangá: Alabarda do Silêncio. A poderosa foice da morte usada por Sailor Saturn para destruir um planeta quando ela desce a lâmina tudo ao seu redor é destruído em um imenso silêncio.
- Saturn Crystal (サターン・クリスタル, Satān kurisutaru) em português Cristal de Saturno. Usado somente no mangá, aparece no Arco Dream - Ato 44, sob a forma de um coração e depois no Ato 49, sob a forma de uma estrela. Ela ganham seu próprio Sailor Crystal, quando a mesma desperta seu poder. Hotaru o utiliza para se transformar em Sailor Saturn com Saturn Crystal Power, Make Up!.

## Ataques
- Death Reborn Revolution (デス・リボーン・レボリューション, Desu ribōn reboryūshon; Kanji: 死世界変革, Shi sekai henkaku, "morte e mudança do mundo") (Act 37 Manga/Crystal). Em Portugês: Revolução da Morte e Renascimento!. Sailor Saturn utiliza sua Alabarda do Silêncio para liberar grandiosas quantidades de energia destrutiva no formato de fitas que a envolvem e destroem tudo à sua volta.
- Silence Wall (サイレンス・ウォール, Sairensu uōru; Kanji: 不動城壁, Fudō jōheki, "muros inativos") (Act 45 Manga, Ep. 172 Stars). Em Sailor Moon Stars: Campo de Energia!, no mangá: Muro do Silêncio!. Assim como o "Garnet Ball!" da Sailor Pluto, ela cria um campo de energia protetora. Usado uma vez na fase Star e no mangá no arco Dream.
- Silence Glaive Surprise (サイレンス・グレイブ・サプライズ, Sairensu gureibu sapuraizu; Kanji: 沈黙鎌奇襲, Chinmoku kama kishū, "surpresa da foice do silêncio") (Act 45 Manga, Ep. 172 Stars). Em Sailor Moon Stars: Tumba do Silêncio! Destrua!, em Sailor Moon Eternal: Tumba Do Silêncio Surpresa!, no mangá: Ataque Surpresa da Alabarda do Silêncio!. Sailor Saturn utiliza sua Alabarda do Silêncio para lançar uma rajada de energia poderosa contra o inimigo, ou para criar uma distração para escapar.
  - Rebirth Wave (生まれ変わる波) Em português: Ondas de Renascimento. Em brasileiro: Explosão de Renascimento. Este ataque é muito poderoso porque ela cria ondas sónicas que podem ferir gravemente um inimigo, mas este ataque também pode ser utilizado para reparar danos.

## Mangá
- No mangá, Hotaru é uma ciborgue e ela toca violino algumas vezes.

## Dublagem
- Em Portugal, o seu nome é Octávia e é dublada por Isabel Wolmar.[1] No Brasil é dublada por Fátima Noya.